# Terre des Débats
Durant le Moyen Âge et le Saint Empire, la Terre des Débats est un territoire qui s'étend sur les seigneuries de Lessines et Flobecq (qui comprenaient la ville de Lessines ainsi que les villages de Bois-de-Lessines, Lahamaide, Ellezelles, Flobecq, Ogy, Papignies et Wodecq). Le surnom donné à cette terre provient du fait que cette région, au carrefour de la Flandre-Artésienne et du Hainaut-Cambrésis, fut l'objet de luttes incessantes entre les comtes de Hainaut et de Flandre durant une période s'étalant du XIIIe au XVIIIe siècle.

## Histoire
À la fin du Moyen-Âge, la Terre de Débats est réputée comme un ensemble de sites stratégiques importants par la présence de fortifications situées à proximité à la fois de la Flandre et du Hainaut.

### Moyen-Âge
Des litiges politiques et religieux font suite à la mort de Marguerite de Constantinople, comtesse de Hainaut et de Flandre, le 10 février 1280. À sa mort, ses possessions sont réparties entre son petit-fils Jean d'Avesnes, qui hérite du comté de Hainaut et son fils Gui de Dampierre qui obtient la Flandre.

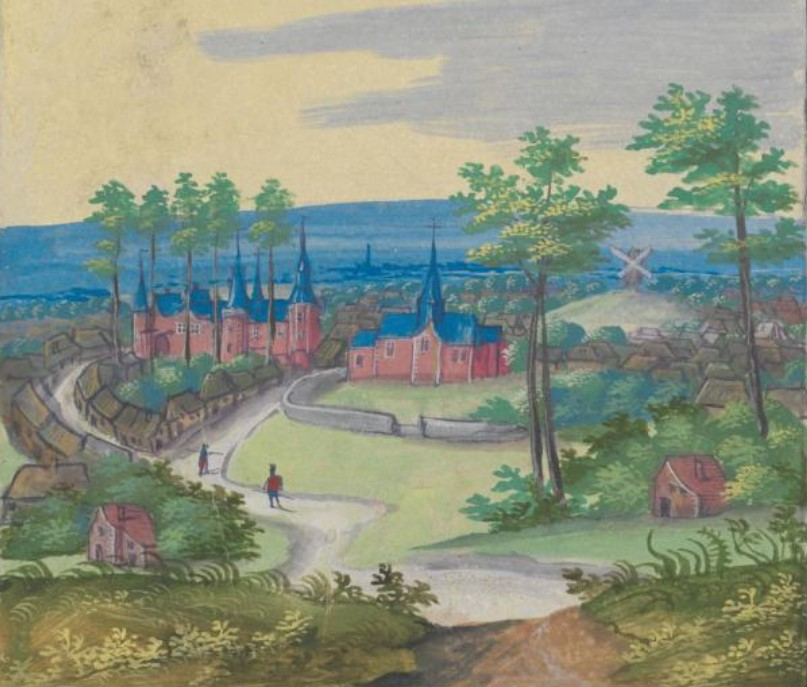
Village de Lahamaide, section de Ellezelles, fief des seigneurs du même nom et lieu de résidence du comte d'Egmont, au coeur des Terres de Débats

À cette époque, le seigneur des terres de Lessines-Flobecq est Jean d'Audenarde. Dès juin 1280 ce dernier déclare relever du comte de Hainaut. Cependant, l'année suivante il déclare également tenir Flobecq et Lessines (ainsi que d'autre localités voisines) du comté de Flandre. Le 1er septembre 1282, il fait alliance avec  Jean d'Avesnes à qui il donnera finalement comme garantie, en 1285, tous les biens qu'il possède dans le Hainaut. Malgré ce traité, il affirme également, par un acte de 1283, que Lessines doit fidélité au comte de Flandre. La versatilité de celui-ci vis-à-vis des deux comtés est désastreux pour la ville de Lessines et ses environs.
En 1302, Lessines  reconnait le comte de Hainaut, Jean d'Avesnes, comme souverain légitime reniant donc son serment de fidélité au comte de Flandre. La ville est alors assiégée durant l'année 1303 ; siège qui se finira par une victoire flamande. Lessines est pillée et incendiée. En 1304, Jean d'Avesnes meurt et son fils, Guillaume Ier lui succède au comté de Hainaut. Un an plus tard, Robert de Béthune devient comte de Flandre après la mort de son père Gui de Dampierre.
La guerre continue de plus belle entre les deux comtés avec pour enjeu les terres de Lessines-Flobecq.
En 1324, un traité laisse au Hainaut les terres de Lessines-Flobecq (y compris les villages de Ellezelles, Lahamaide, le bois du Mont de Potte ou Pottelberg, Ellignies...) et en 1335, Guillaume de Mortagne vend ces seigneuries à Guillaume Ier. Mais malgré de nombreux traités (1333, 1354, 1368), le différend entre les deux comtés n'est jamais complètement entériné et les débats continuent pendant tout le XVe siècle.

### Religions au cœur des débats

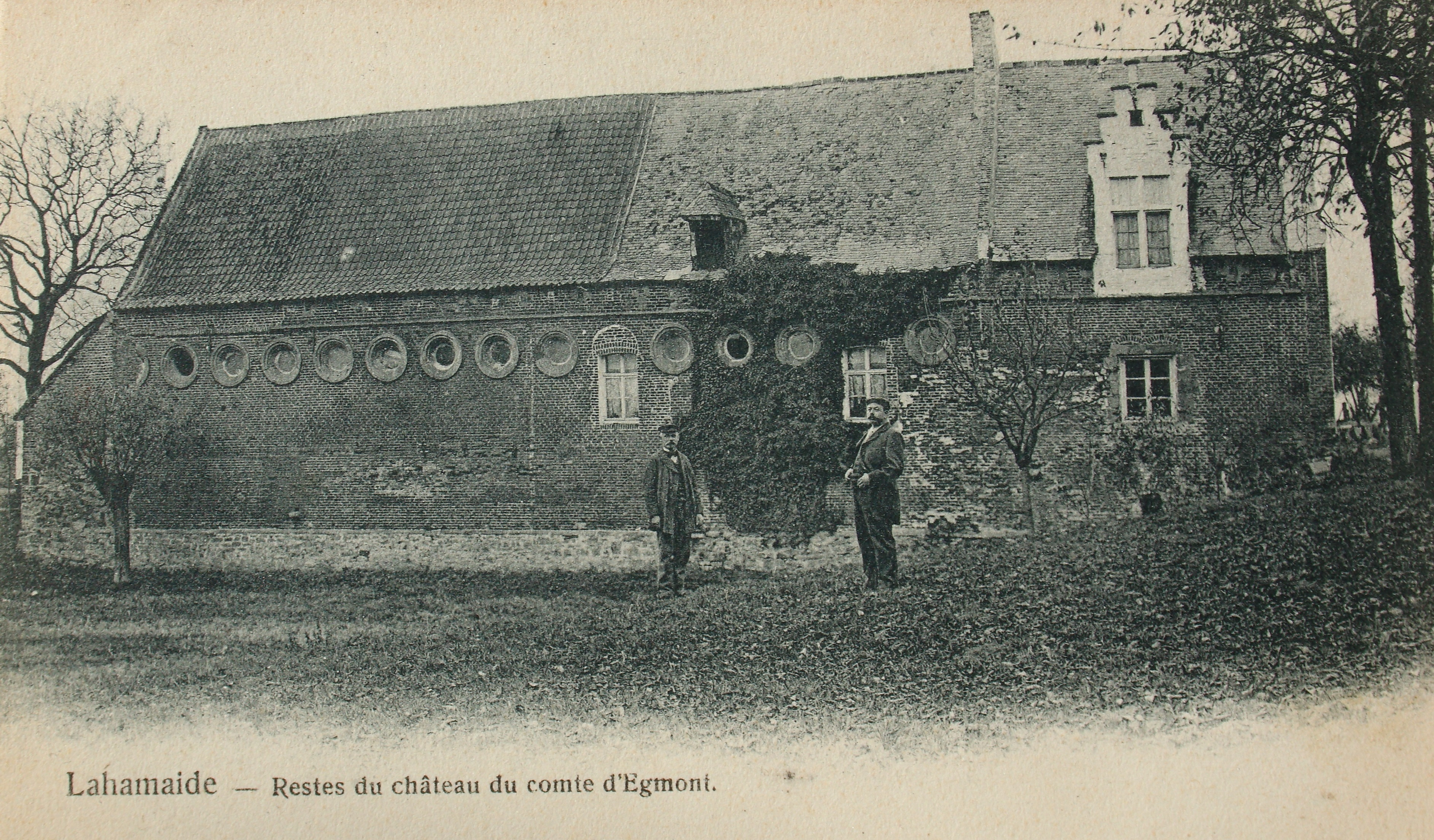
Château du comte d'Egmont

A la veille de l'essor protestant, l'influence de Jacques de La Hamayde, issu du village de Lahamaide, sis au coeur de la Terre des Débats, prend une forme religieuse. Il dirige la ville flamande voisine de Renaix et a aussi une influence politique sur la Terre de Débats. Proche du comte de Nassau, ami de son secrétaire Brederode, il soutient la famille du comte d'Egmont, protestant habitant lui-même au village voisin de Lahamaide.
Une exposition des objets trouvés dans la Terre des Débats se trouve par ailleurs actuellement au château d'une personnalité de la région. 
Descendant du comte Philippe d'Egmont, le comte Lamoral d'Egmont, en son château de Lahamaide, devint malgré lui dépositaire des souvenirs des événements violents de la guerre de religions qui eut un impact important sur tout le Pays des Collines.

Les habitants de ce territoire "de Débats" sont éprouvés par les échecs successifs des tentatives de compromis du comte de Nassau. Les familles protestantes tiennent à l’Église reformée liée aux comtes d'Egmont et Hornes, gérant les fiefs voisins de Lahamaide, Ellezelles et autres dans les environs de Flobecq, Frasnes-lez-Buissenal, Anvaing.... Accusés de complots, de nombreuses familles sont questionnées impitoyablement, torturées et souvent décapitées ou pendues par le tribunal du duc d'Albe. Les jugements hâtifs et sentences précipitées vont s’étendre jusque Leuze, Ath, Mons et Valenciennes, débordant plus largement de la Terre des Débats qui semblait mettre le feu aux poudres.

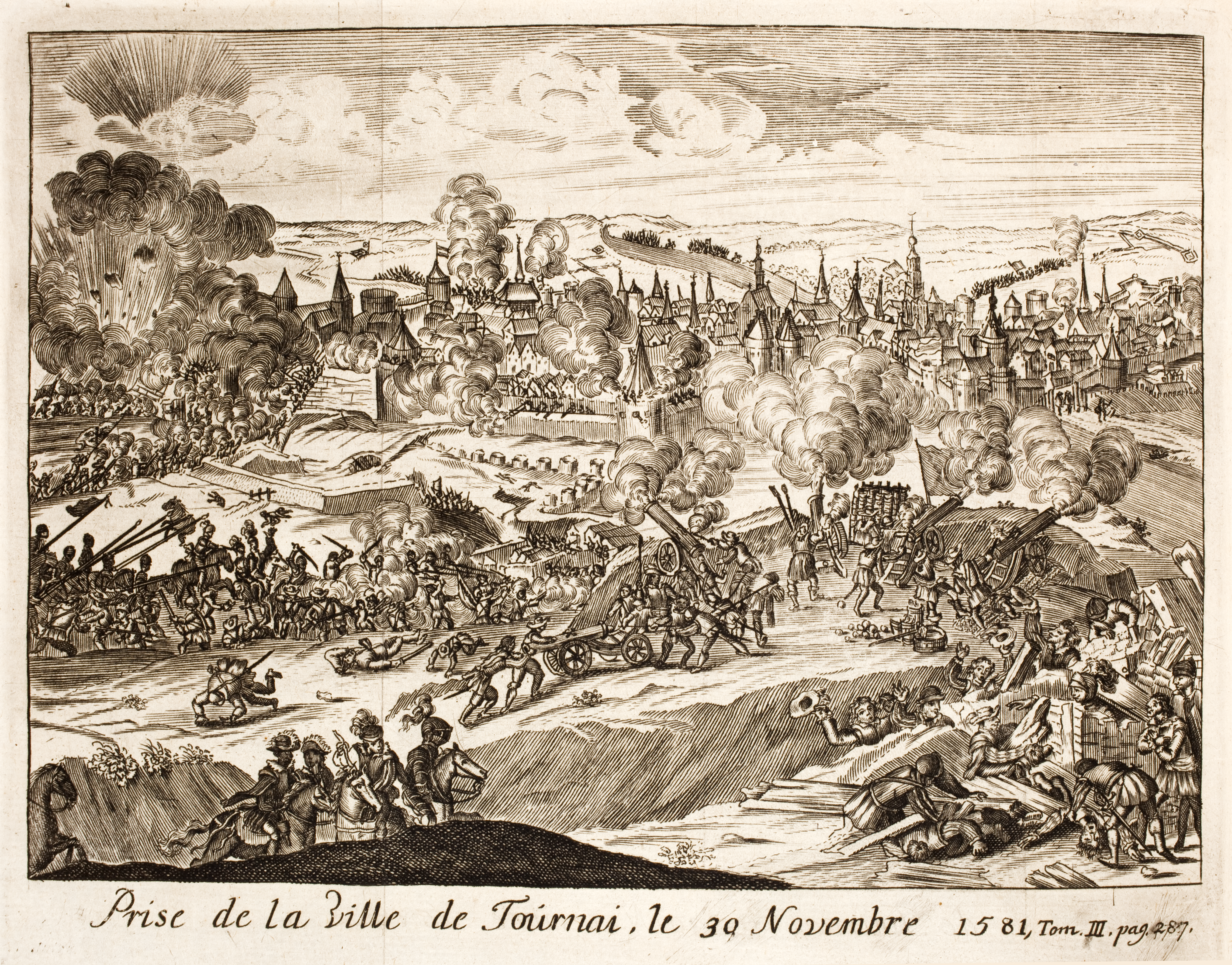
Tournai: apogée de débats, guerres

Durant les guerres de religion qui se poursuivent depuis 1520, au moins jusqu'en 1590, l'autorité royale n'a cessé de se réduire face aux provinces. Dans le camp des protestants, le prince de Condé est devenu gouverneur de Picardie. Côté catholique, le parti des Guise contrôle les gouvernements de Bourgogne et Champagne. La situation aux Pays-Bas interagit fortement avec les guerres de Religion en France. Dans certaines régions, sujettes "aux débats", les deux partis se partagent le pouvoir. 
De fortes tensions, politiques et religieuses, entre Philippe II et les Néerlandais aboutissent à une crise, qui marque le début de la « révolte des Gueux » en avril 1566 et touche Gand, Audenaerde et s’étend jusqu'aux villages de Renaix, Flobecq, Frasnes, Ellezelles, Lessines et Ath. En août 1566, les Pays-Bas sont touchés par une vague de « furie iconoclaste », qui atteint Tournai les 23 et 24 août. La pacifique Terre des Débats, région de cultures et d'artisans textiles, épargnée jusqu'ici par les collines qui l'entourent, entre dans une période violente de l'histoire.

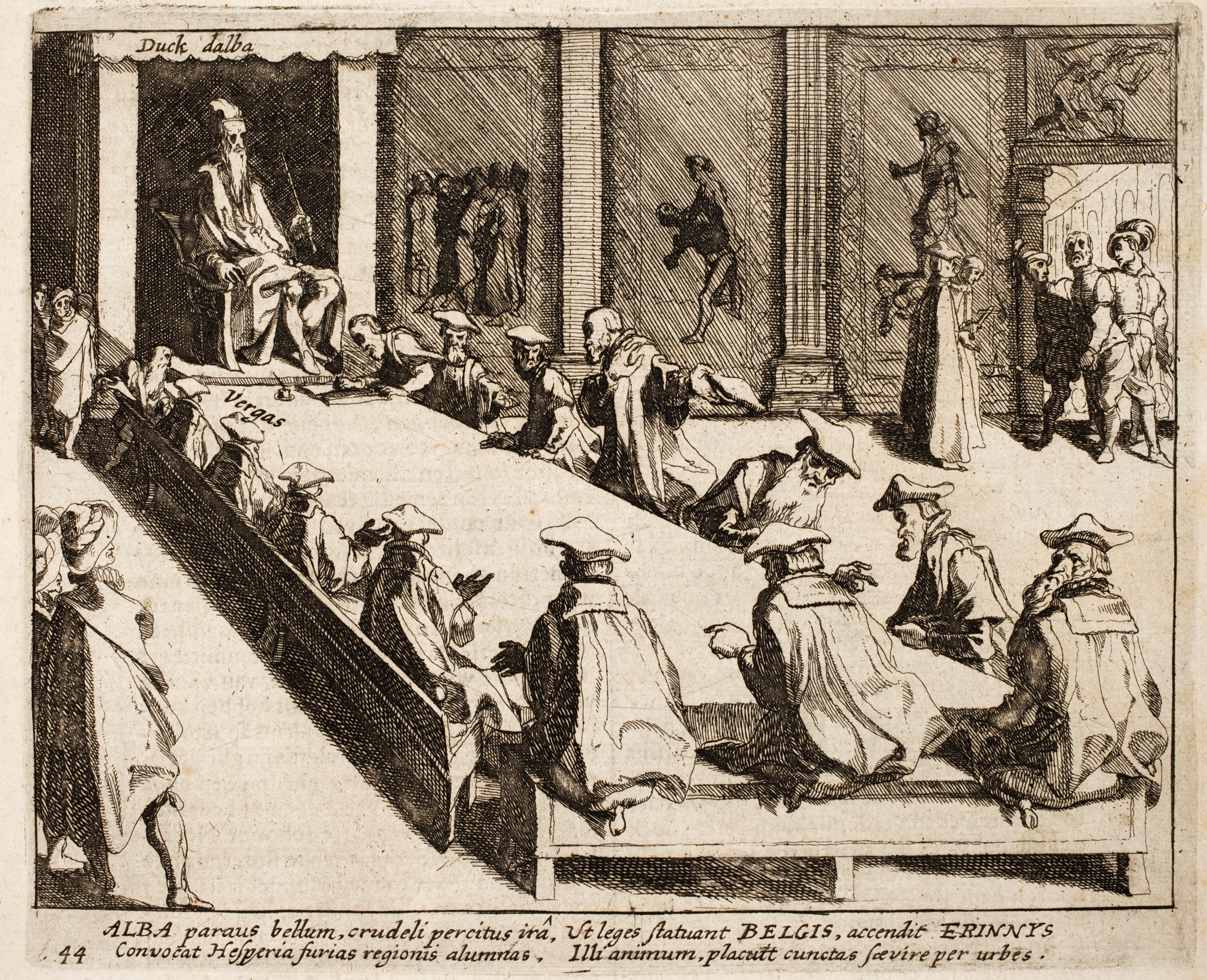
Tribunal, inquisition, duc d'Albe

Le gouvernement, c'est-à-dire la « gouvernante » Marguerite de Parme et le Conseil d'État, envoient Philippe de Montmorency, comte de Horn, puis Philippe de Noircarmes, qui inaugure une période de répression (152 personnes exécutées à Tournai de septembre 1567 à novembre 1569). De nombreux protestants quittent Tournai, ville protectrice de la Terre de Débats.
L'arrivée aux Pays-Bas en août 1567 du duc d'Albe, gouverneur général à la place de Marguerite, amène une rupture entre la monarchie espagnole et la noblesse néerlandaise. Guillaume d'Orange s'enfuit à l'étranger, puis lance en 1568 une offensive contre le duc d'Albe dont le "Tribunal de l'Inquisition" fait décapiter de nombreux protestants issus de la Terre de Débats sur les grand-places de Renaix, Mons, Ath, Valenciennes, Bruxelles...

### Fin des débats et traité de paix
En 1568, les dix-sept provinces qui forment les Pays-Bas des Habsbourg entrent en insurrection contre Philippe II, sous la direction de Guillaume d'Orange. En 1574, les protestants choisissent un gouverneur, protecteur des Églises réformées : le prince de Condé.

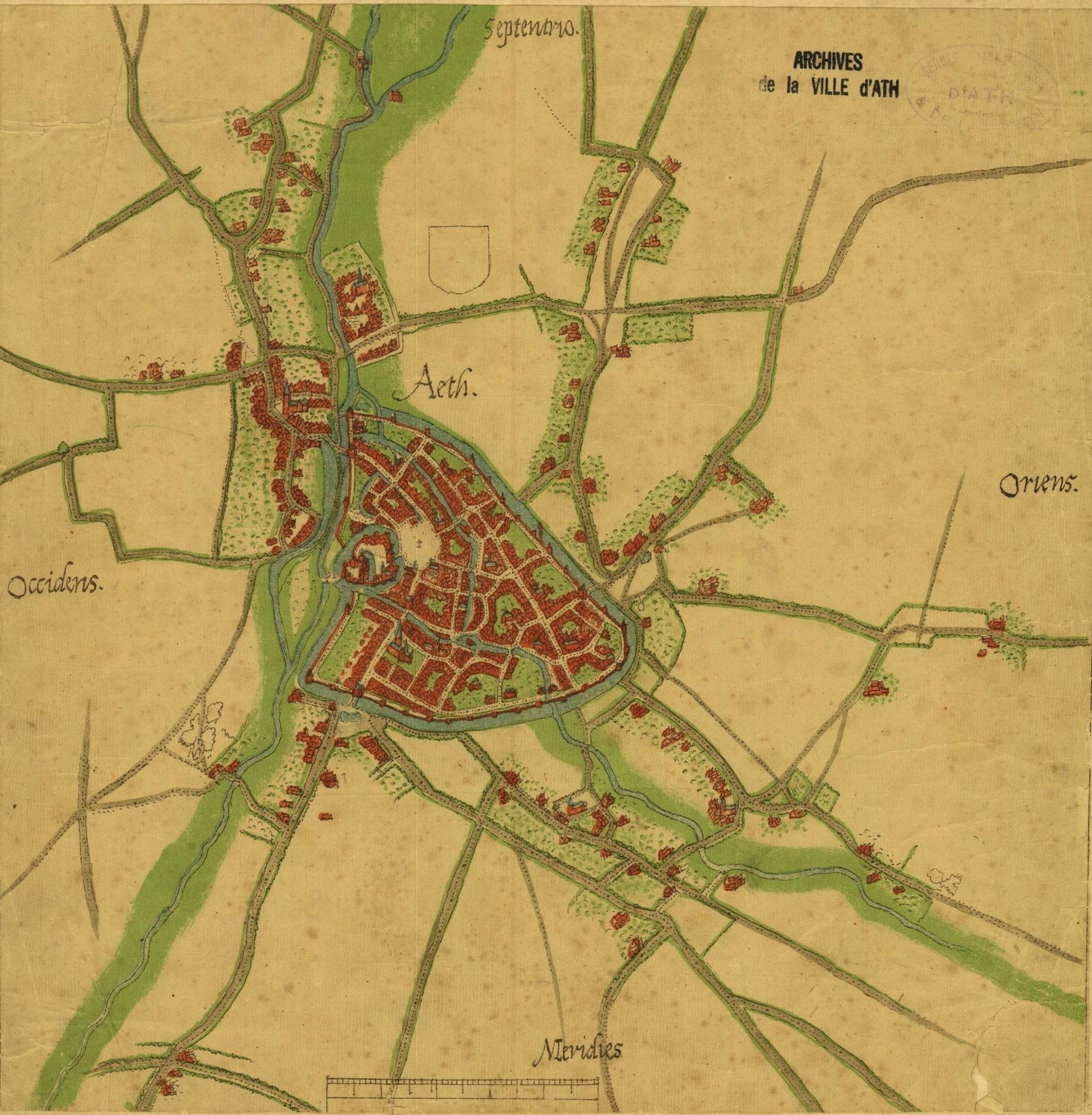
Ath (par Deventer), nouveau lien entre la Terre de Débats et la section Mons et Douai, Valenciennes.

En 1576, à la suite du sac d'Anvers par les espagnols, les États généraux des Pays-Bas signent la Pacification de Gand, puis l'Union de Bruxelles, qui visent à unifier les opposants à la monarchie, par-delà les différences religieuses. De nombreux protestants rentrent à Tournai. Mais l'unité ne dure pas : en 1579, les « Malcontents », inquiets face à la montée du protestantisme, créent l'union d'Arras. En 1581, les insurgés, formant l'union d'Utrecht, proclament la déchéance de Philippe: c'est le début d'un nouvel État, les Provinces-Unies, réduites aux sept provinces du nord, notamment la Hollande et la Zélande.
À la suite des luttes fratricides de Amiens, Laon, Valenciennes, Mons, Ath, Renaix... c'est finalement un traité qui met fin à la guerre franco-espagnole de 1595-1598, et clôture par la même occasion les nombreux et longs débats au Pays des Collines. Il est signé le 2 mai 1598 à Vervins dans l'ancien Cambrésis, actuel département de l'Aisne, entre le roi de France Henri IV et le roi d'Espagne Philippe II.
Une province de Hainaut, progressivement distincte du Hainaut Francais, renforce les positions stratégiques des villes de Mons et Ath, calmant les luttes en la Terre de Débats et marquant les limites des nouvelles provinces, a cheval entre Flobecq-Lessines et Renaix-Audenaerde.

## Ouvrages, références, liens externes, autres sources

### Ouvrages
- La Terre de Flobecq, Henri Verbecelte, Editions Casterman, Tournai, 1965, https://www.belgicana.be/livres/flobecq-henri-verbecelte-casterman-1965/
- Villes et villages des Collines : organisation et représentation de l’espace. Mélanges offerts à Jean-Marie Duvosquel publiés par Alain Dierkens, Christophe Loir, Denis Morsa, Guy Vanthemsche https://www.persee.fr/doc/rbph_0035-0818_2011_num_89_1_8160
- Le Seigneur Flobere ou l'Origine de "La Terre des Débats", J. Pourcelet, M. Liénart, 1867-1867, https://www.walmart.com/ip/Le-Seigneur-Flobere-Ou-Origines-De-La-Terre-Des-Debats-Par-J-Pourceletlienart-J-Pourcelet-Lienart-1867-1867-Leather-Bound/1191419652
- Blog de l'Amicale des Archéologues du Hainaut Occidental, La Terre des Débats, https://crhaa.wordpress.com/publications/amicale-des-archeologues-du-hainaut-occidental/

### Pour approfondir
- Roger Cantaine et Jean-pierre Ducastelle, "Ath et le pays des collines", Paul Legrain édition à Bruxelles, 1988
- Michel Fischer et Benoit Urbain, "Petites fugues dans le pays des collines", Michel Fischer Éditions, 1999
- Guide Homme et Paysage, "Itinéraire du Pays des collines", Société Royale Belge de Géographie, Bruxelles, 1988

### Autres Sources
- Le Pays des Collines : http://www.paysdescollines.be/
- Hermeline JOURQUIN, « Terre de débats et d’histoire », sur L'Avenir (consulté le 9 avril 2024)
- Africa Gordillo, « La terre des debats renoue avec le xvie siecle lessines honore le capitaine de tramasure », Le Soir,‎ 31 août 1991 (lire en ligne , consulté le 9 avril 2024)